# Planes minutus
Planes minutus es una especie de cangrejo pelágico de la familia Grapsidae que vive en el océano Atlántico norte. Por lo general, tiene menos de 10 mm (0,4 pulgadas) de largo en la parte posterior y es de color variable para que coincida con su fondo. 

## Descripción
Es un cangrejo pequeño, que alcanza una longitud máxima de caparazón de 17,5 milímetros (0,7 pulgadas) y, por lo general, menos de 10 mm (0,4 pulgadas). Tiene ojos conspicuos en órbitas amplias en las esquinas del borde frontal ancho del caparazón. El primer par de pereiópodos (patas para caminar) tiene un par simétrico de quelas con dientes cortantes; los otros cuatro pares están adornados con espinas en los dos últimos segmentos de cada pata. Se diferencia del P. major en que los machos tienen un abdomen ampliamente triangular, en lugar de uno que se estrecha abruptamente después del tercer segmento, y de P. marinus en tener patas aplanadas con flecos de pelillos que ayudan a nadar.
La coloración de Planes minutus es muy variable y camufla al cangrejo contra la maleza en la que a menudo vive. El color base es típicamente marrón, a veces con tendencia al amarillo o al rojo. Esto a menudo se complementa con grandes parches de color blanco, aparentemente imitando los tubos calcáreos unidos por gusanos anélidos al sargazo. Aunque el patrón de color tiende a coincidir con el del sustrato en el que se encuentra el cangrejo, la coloración solo puede cambiar lentamente después de un cambio de sustrato.

## Distribución
Planes minutus se encuentra en el océano Atlántico norte, entre las latitudes de 11° N y 32° N, y también de la costa occidental de África, el mar Mediterráneo y el océano Índico. Ocasionalmente se ha registrado el cangrejo en la costa de Cornualles.
Especies relacionadas, como Planes major (antes P. cyaneus) y Planes marinus, se encuentran en otras partes de los océanos del mundo.

## Ecología

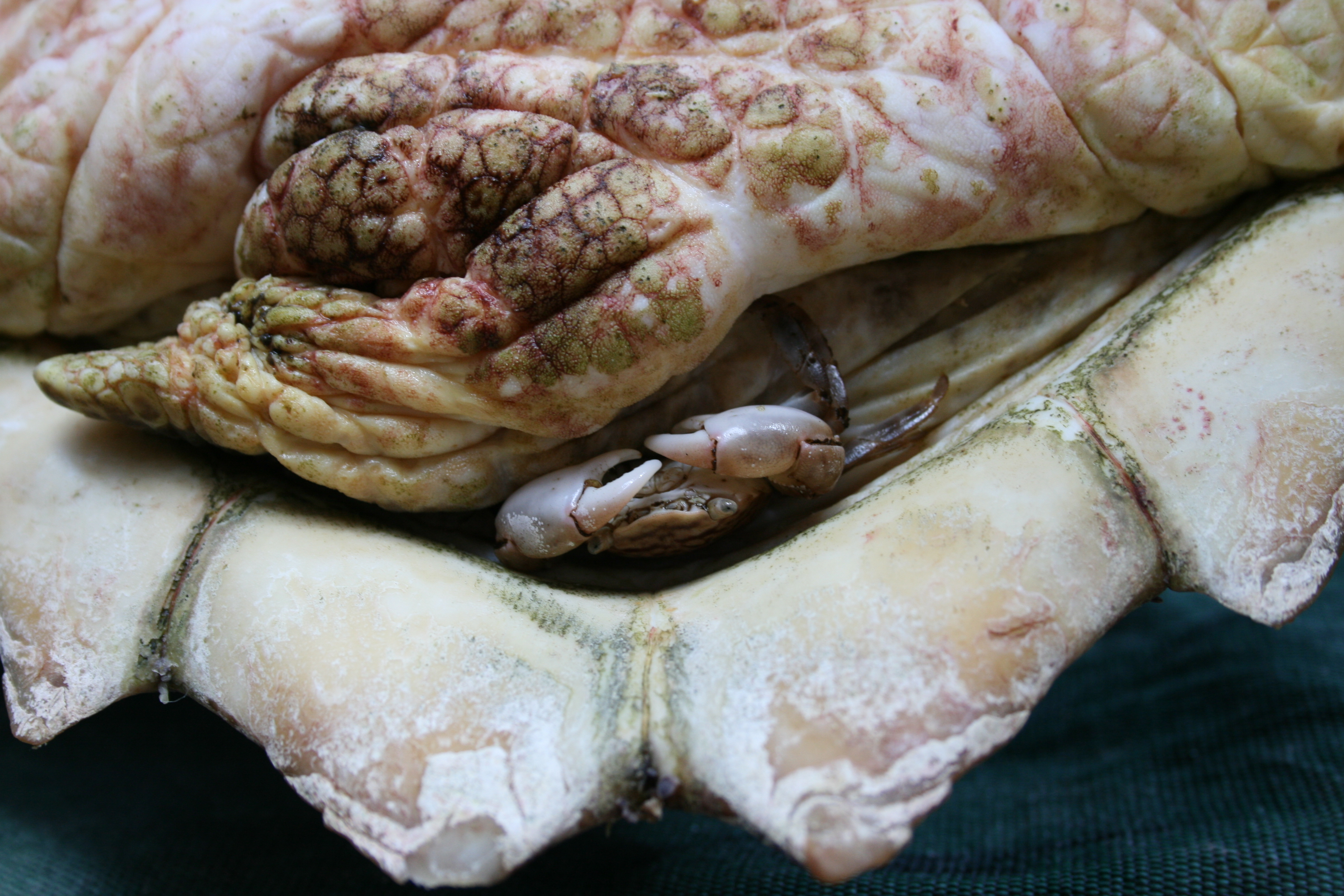
Planes minutus limpiando el caparazón de una tortuga boba.

Planes minutus es exclusivamente pelágico, habitando una amplia variedad de sustratos, incluida la maleza sargazo, maderas flotantes y cascos de barcos. A menudo se encuentra asociado con tortugas, especialmente la tortuga boba. Se pensaba que el cangrejo se alimentaba de la materia fecal de la tortuga, pero ahora se cree que cumple una función de limpieza.
Aunque es competente en la natación, Planes minutus tiene poca resistencia, siendo capaz de nadar durante menos de 45 minutos a 28 °C (82 °F) antes de hundirse. Utiliza todas sus patas mientras nada, los dos primeros pares sostienen al cangrejo en el agua y las patas restantes lo impulsan hacia adelante. Las patas pueden comenzar a batir antes de que el cangrejo se libere de su lugar de descanso, lo que le permite acelerar más rápidamente. Los ataques a los animales que pasan solo ocurren normalmente dentro de los 5 cm (2 pulgadas) del sustrato del cangrejo. La dieta de P. minutus es muy variada, e incluye peces pequeños, krill, isópodos, Halobates y calamares, y alimentos que pueden almacenar para su consumo posterior.